# Carmen Ollé
Carmen Ollé (Lima, 29 de julio de 1947) es una poeta, narradora y crítica peruana. Es una conspicua representante de la poesía femenina en el Perú, junto con Blanca Varela. Además, es una importante voz femenina y representa a la generación del 70. Ha explorado casi todos los géneros. Fue integrante del Movimiento Hora Zero.

## Biografía
Es hija de Luis Ollé Destéfano y Carmen Rosa Nava Acevedo. En la Universidad Nacional Mayor de San Marcos cursó Educación en la especialidad de Lengua y Literatura y obtuvo su título de Licenciada en 1975.
Ha sido profesora de Literatura en la Universidad Nacional de Educación Enrique Guzmán y Valle La Cantuta (1981-1993), directora del Centro de Documentación sobre la Mujer (1993-2000), directora del Pen Club del Perú y presidenta de la Red de Escritoras Latinoamericanas (RELAT). Además, siempre se ha visto vinculada a la defensa de los derechos de las mujeres. 
Desde el 2000 es coordinadora del Programa Ciudadanía y Comunicación en Estudio para la Defensa de los Derechos de la Mujer (Demus) y dicta talleres en el centro de estudios literarios Antonio Cornejo Polar (2007). Su estilo se ha visto marcado por la temprana salida a Europa, donde pudo enriquecer su estilo. Ha residido largas temporadas en Francia, Alemania, España y Estados Unidos.
Publicó su primer poemario, Noches de adrenalina (1981). Continuo con Todo orgullo humea la noche (1988). También ha antologado, participado y coordinado diversas publicaciones literarias. 
En el 2015 Carmén Ollé ganó el Premio Casa de la Literatura Peruana.
El 25 de julio de 2018, presentó la revista “Turia” en el marco de la Feria Internacional del Libro de Lima (FIL Lima). En octubre de ese mismo año, fue homenajeada en el Festival de la Palabra 2018.
El 24 de octubre de 2019, Carmen Ollé y Victoria Guerrero participaron en la exposición La vida sin plazos. Escritoras en la ciudad de los 90, organizado por La Casa de la Literatura Peruana. La exposición abarcaba los años 1988-1999.

## Obras
Como escritora, ha incursionado tanto en la poesía como en la narración.  Aunque su primera obra, el poemario Noches de adrenalina, apareció en 1981, es considerada miembro de la Generación de 1970. Su siguiente libro publicado fue Todo orgullo humea la noche (1988), poesía y prosa. Desde entonces ha preferido enfocarse en la narrativa. Su obra, Retrato de mujer sin familia ante una copa (Peisa, 2007), es, según sus propias palabras, un “libro-fusión”, pues es de un género inclasificable. En él convergen el relato, el ensayo y hasta una entrevista ficticia a la novelista Patricia Highsmith.
«Carmen Ollé como ninguna ha concitado la mayor atención de la crítica especializada. El mundo de la mujer, el hogar, la política, la cultura y la modernidad son sus temas preferentes. Ollé se singulariza por su voz profunda, vigorosa y hasta diríase inconfundible entre las poetas peruanas».
Carmen Ollé y sus textos siempre han sido motivo de comentarios, notas y menciones en diferentes medios, y más aún cuando Noches de adrenalina había causado sorpresa y polémica en la sociedad peruana de aquellos años, pero, sobre todo, era su osadía la que más se mencionaba. En diarios y suplementos se consideró que Carmen Ollé y sus textos hablaban sobre la existen, la humanidad y el conocimiento intimo; donde el cuerpo se recrea y se asombra con sus maravillas. Para Maynor Freyre, el poemario fue una bocanada de aire sincero a la creación literaria femenina en el Perú. Por su lado, Ricardo Vigil describía a Noches de Adrenalina como un poemario lleno de rasgos erótico y profundidad, además, la situaba en el legado de Silvia Plath.
Incluso, el suplemento Dominical de El Comercio, en su artículo titulado: Carmen Ollé: retrato de una joven impúdica, decía:  
«Ninguna poeta peruana (ni siquiera Blanca Varela, Yolanda Westphalen, Cecilia Bustamante o María Emilia Cornejo) se ha autorretratado con tanta desnudez, impudicia y autocrítica como Carmen Ollé. Ninguna ha sido más implacable en la búsqueda de la liberación femenina, ninguna más alejada de los estereotipos de la femeneidad inculcados en la infancia».
Por otro lado, obras como Las dos caras del deseo, también resonaban en diarios con comentarios donde se resaltaba el estilo personal de la autora y la delicadeza de sus textos que hacían memoria a algunos escritores japoneses. Se considera que los poemas de Ollé eran osados por renombrar y colocar temas sobre la mesa.
Pista falsa le permitió, a Carmen Ollé, ser considerada como una fabuladora, por Tulio Mora, gracias a sus diálogos bien construidos y descripciones que permitían remecer la cabeza del lector. Aunque a los ojos de Javier Agreda, este texto no poseía el mismo lirismo de los anteriores textos, se puede observar una escritora más consciente de técnicas narrativas.

### Poemario: Noches de Adrenalina
«Este libro marcó un hito en la poesía peruana escrita por mujeres en los años 80, tanto por su osadía como por la seguridad de su palabra y de su propuesta. La obra dio paso a una corriente de poesía femenina que se define en contraposición a los valores machistas de la sociedad peruana en particular y que se orienta hacia una búsqueda de liberación a partir del tema erótico».
Noches de adrenalina empieza así:

Tener 30 años no cambia nada salvo aproximarse al ataque

cardíaco o al vaciado uterino. Dolencias al margen

nuestros intestinos fluyen y cambian del ser a la nada.

He vuelto a despertar en Lima a ser una mujer que va

midiendo su talle en las vitrinas como muchas preocupada

por el vaivén de su culo transparente. 

Lima es una ciudad como yo una utopía de mujer.

Son millas las que me separan de Lima reducidas a solo 24 horas

de avión como una vida se reduce a una sola

crema o a una sola visión del paraíso.

¿Por qué describo este placer agrio al amanecer?

Tengo 30 años (la edad del stress).

Mi vagina se llena de hongos como consecuencia del primer parto.

Este verano se repleta de espaldas tostadas en el Mediterráneo.

El color del mar es tan verde como mi lírica verde de bella subdesarrollada.

### Poesía
- Noches de Adrenalina. Lima, Cuadernos de Hipocampo, 1981; Lima, Lluvia Editores, 1992; Lima, Flora Tristán, 1992; Buenos Aires, Libros de Tierra Firme, 1994; Lima, Centro de la Mujer Peruana Flora Tristán, 2005.
- Todo orgullo humea la noche. Lima, Lluvia Editores,1988.
- Girabel. Lima, 2000.

### Narrativa
- ¿Por qué hacen tanto ruido? Lima, Flora Tristán,1992; Lima, Editorial San Marcos, 1997; Lima, Intermezo Tropical, 2015.

### Novela
- Las dos caras del deseo. Lima, PEISA,1994; Lima, PEISA, 2018.
- Pista falsa. Lima, Ediciones El Santo Oficio,1994; Lima, Ediciones El Santo Oficio,1999.
- Halo de Luna. Lima, PEISA, 2017; Lima, PEISA, 2018.
- Halcones en el parque. Lima, Editorial San Marcos, 2011.

### Relato
- Una muchacha bajo su paraguas. Lima, Ediciones El Santo Oficio, 2002; Lima, Editorial San Marcos, 2008; Lima, Editorial San Marcos, 2009.

### Diverso
- Retrato de mujer sin familia ante una copa. Lima, PEISA, 2007; Lima, PEISA, 2018.
- Monólogo de Lima. Lima, PEISA, 2015.
- Tres piezas No: inspiradas en el teatro oriental. Lima, El gato descalzo, 2013.
- Destino: vagabunda. Lima, PEISA, 2023.

### Coautora
- Ángel con casaca de cuero. Lectura sobre Enrique Verástegui. Lima, Sol Negro editores, 2019.
- Muro de carne. Perú, Tranvías Editores, 2008.
- Amores líquidos. Lima, PEISA, 2019.
- Poetas peruanas contemporáneas: antología (1981-2004). Argentina, Eloísa Cartonera, 2012.
- Una voz que existe: microcuentos. Lima, Planeta, 2019.

### Traducciones
- Nights of adrenaline (Noches de adrenalina). Traductora: Anne Archer. California, Floricanto Press, 1997.

### Prólogos
- Mínima señal de Irma del Águila. Lima, Fondo de Cultura Económica, 2017.
- Poemas / Sor Juana Inés de la Cruz. Lima, Fondo de Cultura Económica, 1996.

### Ilustraciones
- El gigante Verlihua de Ma. Eulalia Valeri. Barcelona, La Galera, 1979.

## Premio
- 2015 Premio Casa de la Literatura Peruana